# Río Villanueva
Río Villanueva är ett vattendrag i Colombia.   Det ligger i departementet La Guajira, i den norra delen av landet, 700 km norr om huvudstaden Bogotá.